# Города Мексики

Крупнейшие города Мексики по данным 2009 года без учёта пригородов:

## Города Мексики в алфавитном порядке

### А
- Абасоло (штат Гуанахуато)
- Абасоло (штат Коауила)
- Абасоло (штат Тамаулипас)
- Агуа-Дульсе
- Агуалегуас
- Агуа-Приета
- Агуаскальентес
- Акалтан-де-Перес-Фигероа
- Акамбаро
- Акансех
- Акапонета
- Акапулько
- Акатлан-де-Хуарес
- Акаюкан
- Акончи
- Актопан
- Актопан
- Аламос
- Альварадо
- Альенде
- Альенде
- Альтар
- Альтотонга
- Амакусак
- Аматитан
- Аматлан
- Амеалько
- Амека
- Амекамека
- Ангостура
- Антигуо-Морелос
- Антунес
- Аоме
- Апам
- Аписако
- Аподака
- Арандас
- Арио-де-Росалес
- Ариспе
- Армерия
- Арриага
- Арселия
- Артеага
- Атенго
- Атенсинго
- Атисапан-де-Сарагоса
- Атлас
- Атлиско
- Атотонилько-эль-Альто
- Атояк-де-Альварес
- Ауакатлан
- Ауалулько
- Аутлан
- Аютла

### Б
- Бавьякора
- Бадирагуато
- Баия-Кино
- Бака
- Бакалар
- Бакум
- Баланкан
- Бекаль
- Бенито-Хуарес
- Бенхамин-Хилл
- Бермехильо
- Бока-дель-Рио
- Бустаманте
- Буэнавентура
- Буэнависта

### В
- Валье-де-Бандерас
- Валье-де-Браво
- Валье-де-Сантьяго
- Валье-де-Сарагоса
- Валье-де-Чалько-Солидаридад
- Вальпараисо
- Вальядолид
- Венадо
- Венустиано-Карранса
- Венустиано-Карранса
- Венустиано-Карранса
- Венустиано-Карранса
- Веракрус
- Вилья Идальго
- Вилья-Аумада
- Вильягран
- Вильягран
- Вилья-де-Альварес
- Вилья-де-Арриага
- Вилья-де-Кос
- Вилья-Идальго
- Вилья-Идальго
- Вилья-Идальго
- Вилья-Корона
- Вилья-Лопес
- Вилья-Уньон
- Вилья-Уньон
- Вилья-Уньон
- Вилья-Флорес
- Вилья-Хуарес
- Вилья-Хуарес
- Вилья-Хуарес
- Вильяэрмоса
- Висенте-Герреро
- Висенте-Герреро
- Вьеска

### Г
- Галеана
- Гвадалахара
- Гомес-Фариас (штат Тамаулипас)
- Гомес-Фариас (штат Чиуауа)
- Гонсалес
- Гуадалупе (штат Нуэво-Леон)
- Гуадалупе (штат Сакатекас)
- Гуадалупе-Виктория
- Гуадалупе-и-Кальво
- Гуаймас
- Гуамучиль
- Гуанасеви
- Гуанахуато
- Гуасаве

### Д
- Делисьяс
- Димас
- Доктор-Арройо
- Доктор-Гонсалес
- Доктор-Мора
- Долорес-Идальго
- Донгу
- Дуранго

### И
- Игуала
- Идальго
- Ирапуато
- Исамаль
- Исла
- Истапа
- Истапалука
- Истепек
- Истлан-дель-Рио
- Истлан-де-Хуарес

### К
- Кабо-Сан-Лукас
- Кадерейта
- Кадерейта
- Калера-Виктор-Росалес
- Калипан
- Кальвильо
- Калькини
- Кальнали
- Кальпулальпан
- Кампече
- Кананеа
- Канасин
- Канатлан
- Кандела (Мексика)
- Канделария
- Канкун
- Карбо
- Карденас
- Карденас
- Кастаньос
- Катемако
- Керетаро
- Керетаро
- Кила
- Кила
- Кирога
- Коакалько-де-Берриосабаль
- Коалькоман
- Коацакоалькос
- Койотепек
- Кокула
- Кокула
- Колима
- Коломбия
- Колон
- Колоринес
- Колотлан
- Комалькалько
- Комитан
- Компостела
- Конкаль
- Конкордия
- Конкордия
- Консепсьон-дель-Оро
- Копайнала
- Копала
- Кордова
- Кортасар
- Косала
- Косамалоапен
- Коскоматепек
- Коста-Рика
- Косумель
- Коюка-де-Бенитес
- Коютла
- Крус-Гранде
- Куатро-Сьенегас
- Куаутемок
- Куаутитлан
- Куаутитлан-Искальи
- Куаутла
- Куаутла
- Куикатлан
- Кулиакан
- Кумпас
- Кундуакан
- Куэнкаме-де-Сенисерос
- Куэрнавака
- Куэцалан

### Л
- Ла-Антигуа
- Ла-Барка
- Ла-Вента
- Лагос-де-Морено[англ.]
- Ла-Крус
- Ла-Мисьон
- Лампасос
- Ла-Пас
- Ла-Пьедад
- Ласаро-Карденас
- Лас-Варас
- Лас-Маргаритас
- Лас-Ньевес
- Лас-Эсперансас
- Ла-Уакана
- Ла-Уэрта
- Леон
- Лердо
- Лерма
- Линарес
- Лома-Бонита
- Лорето
- Лорето
- Лос-Альдамас
- Лос-Мочис
- Лос-Рамонес
- Лос-Рейес
- Лос-Эррерас

### М
- Магдалена
- Магдалена
- Мадрид
- Мансанильо
- Мануэль
- Мапастепек
- Мапими
- Мараватио
- Маркелия
- Масатан
- Масатлан
- Масатлан
- Маскота
- Матаморос
- Матаморос (штат Тамаулипас)
- Матеуала
- Матиас-Ромеро
- Мельчор-Окампо
- Мерида
- Мескала
- Мескитик
- Мехикали
- Мехико
- Мигель-Ауса
- Мина
- Минатитлан
- Мирамар
- Мисантла
- Митла
- Мокорито
- Моланго
- Монклова
- Монтеморелос
- Монтеррей
- Монте-Эскобедо
- Морелия
- Морелос
- Морелос
- Моролеон
- Мотосинтла
- Мотуль
- Муна

### Н
- Нава
- Наволато
- Навохоа
- Найка
- Нако
- Накосари
- Насас
- Наукальпан
- Несауалькойотль
- Николас-Ромеро
- Ногалес
- Нумаран
- Нуэва-Италия
- Нуэва-Касас-Грандес
- Нуэва-Росита
- Нуэво-Ларедо
- Нуэво-Леон

### О
- Оахака
- Окампо
- Окосинго
- Окосокоаутла
- Окотлан
- Олинала
- Ольбокс
- Ометепек
- Орисаба
- Орьенталь
- Осулуама
- Охинага
- Охокальенте
- Охуэлос

### П
- Паленке
- Палисада
- Пальмира
- Панаба
- Паниндикуаро
- Пануко
- Папантла
- Параисо
- Паредон
- Пасо-де-Овехас
- Пачука
- Пенхамо
- Перикос
- Пероте
- Пескерия
- Петатлан
- Пето
- Пинос
- Пинотепа-Насьональ
- Пихихьяпан
- Пичукалько
- Плая-Висенте
- Плая-дель-Кармен
- Поса-Рика
- Потам
- Пуруандиро
- Пуэбла
- Пуэбло-Нуэво
- Пуэрто-Вальярта
- Пуэрто-Морелос
- Пуэрто-Пеньяско
- Пуэрто-Эскондидо
- Пьедрас-Неграс
- Пьедрас-Неграс

### Р
- Район
- Рамос-Ариспе
- Рейноса
- Реформа
- Ринкон-де-Ромос
- Рио-Браво
- Рио-Верде
- Рио-Гранде
- Родео
- Росаморада
- Росарио
- Росарито

### С
- Саачила
- Сабанкуй
- Сабинас
- Сабинас-Идальго
- Сакапоастла
- Сакапу
- Сакатекас
- Сакатлан
- Сакоалько
- Саламанка
- Салина-Крус
- Салинас-де-Идальго
- Сальватьерра
- Сальтильо
- Сальтильо
- Самора
- Сан-Андрес-Тустла
- Сан-Блас
- Сан-Блас
- Сан-Буэнавентура
- Сан-Габриэль-Чилак
- Сан-Игнасио
- Сан-Игнасио
- Сан-Кинтин
- Сан-Кристобаль-де-лас-Касас
- Сан-Луис-Акатлан
- Сан-Луис-де-ла-Лома
- Сан-Луис-де-ла-Пас
- Сан-Луис-дель-Кордеро
- Сан-Луис-Потоси
- Сан-Луис-Рио-Колорадо
- Сан-Лукас
- Сан-Маркос
- Сан-Маркос
- Сан-Мартин-Идальго
- Сан-Мигель-эль-Альто
- Сан-Николас-де-лос-Гарса
- Сан-Пабло-Бальеса
- Сан-Педро-Гарса-Гарсия
- Сан-Педро-де-ла-Колоньяс
- Сан-Рамон
- Сан-Рафаэль
- Сан-Сальвадор-эль-Секо
- Санта-Ана
- Санта-Барбара
- Санта-Мария-дель-Оро
- Санта-Мария-дель-Оро
- Санта-Мария-дель-Рио
- Санта-Росалия
- Сантьяго
- Сантьяго-де-Керетаро
- Сантьяго-Искуинтла
- Сантьяго-Папаскьяро
- Сантьяго-Тустла
- Сан-Фелипе
- Сан-Фелипе
- Сан-Фернандо
- Сан-Фернандо
- Сан-Франсиско-де-Кампече
- Сан-Франциско-дель-Оро
- Сан-Франциско-дель-Ринкон
- Сан-Херонимито
- Сан-Хосе-де-Грасия
- Сан-Хосе-де-Грасия
- Сан-Хосе-дель-Кабо
- Сан-Хуан-Баутиста-Тустепек
- Сан-Хуан-де-Гуадаалупе
- Сан-Хуан-де-лос-Лагос
- Сан-Хуан-дель-Рио (штат Керетаро)
- Сан-Хуан-дель-Рио
- Сан-Хуан-Эванхелиста
- Сапопан
- Сапотитлан
- Сарагоса
- Сарагоса
- Сауайо
- Саусильо
- Саюла
- Седраль
- Селая
- Селестун
- Сентиспак
- Серральво
- Серритос
- Серро-Асуль
- Силакайоапан
- Силао
- Симапан
- Симатлан-де-Альварес
- Симоховель
- Синалоа
- Синалоа-де-Лейва
- Синапекуаро
- Синталапа
- Сирандаро
- Сиуатанехо
- Соледад-де-Добладо
- Сомбререте
- Сонголика
- Сонойта
- Сото-ла-Марина
- Сотута
- Сумпанго
- Сумпанго-дель-Рио
- Сучьяпа
- Сьюдад-Акунья
- Сьюдад-Вальес
- Сьюдад-Виктория
- Сьюдад-Герреро
- Сьюдад-Гусман
- Сьюдад-Делисьяс
- Сьюдад-дель-Кармен
- Сьюдад-дель-Маис
- Сьюдад-Идальго
- Сьюдад-Идальго
- Сьюдад-Камарго
- Сьюдад-Камарго
- Сьюдад-Мадеро
- Сьюдад-Манте
- Сьюдад-Обрегон
- Сьюдад-Пемекс
- Сьюдад-Саагун
- Сьюдад-Сердан
- Сьюдад-Хуарес

### Т
- Табаско
- Такамбаро
- Такотальпа
- Тальпа-де-Альенде
- Тамасула
- Тамасула
- Тамасулапан
- Тамасунчале
- Тампико
- Тамуин
- Тамьяуа
- Танситаро
- Тантоюка
- Тапальпа
- Тапачула
- Таско
- Теапа
- Текалитлан
- Текамачалько
- Текате
- Теколотлан
- Теколутла
- Текоман
- Текуала
- Телолоапан
- Темиско
- Темосачик
- Темпоаль
- Тенабо
- Тенансинго
- Теносике
- Теокальтиче
- Теосело
- Теотитлан-дель-Камино
- Тепальсинго
- Тепатитлан
- Тепеака
- Тепеуанес
- Тепехи-дель-Рио
- Тепик
- Тескоко
- Тесьютлан
- Теуакан
- Теуантепек
- Теуицинго
- Тикичео
- Тикуль
- Тингамбато
- Тисимин
- Тистла
- Тиуатлан
- Тихуана
- Тлакепаке
- Тлакоачистлауака
- Тлакотепек (штат Герреро)
- Тлакотепек (штат Морелос)
- Тлакохальпан
- Тлальнепантла-де-Бас
- Тлапа-де-Комонфорт
- Тласкала
- Тласко
- Тлауалило-де-Сарагоса
- Тодос-Сантос
- Толука
- Томатлан
- Тонала
- Тоная
- Тонила
- Тополобампо
- Торреон
- Тула
- Тула
- Тулансинго
- Туспан
- Туспан
- Туспан
- Туспан
- Тустепек
- Тустла-Гутьеррес
- Тустла-Чико
- Тьерра-Бланка
- Тьерра-Колорада
- Тьерра-Нуэва

### У
- Уалауисес
- Уамантла
- Уамуститлан
- Уасабас
- Уатабампо
- Уатуско
- Уаучинанго
- Уахуапан-де-Леон
- Уачинера
- Уимангильо
- Уицуко
- Уичапан
- Уман
- Уньон-де-Тула
- Уньон-Идальго
- Урес
- Уруапан
- Уэтамо
- Уэуэтан
- Уэхукилья-эль-Альто

### Ф
- Фелипе-Каррильо-Пуэрто
- Фреснильо
- Фронтера
- Фронтерас

### Х
- Халапа
- Халапа
- Халачо
- Хальпа
- Хальпа-де-Мендес
- Хальтепек
- Хальтипан
- Хамапа
- Ханос
- Хараль-дель-Прогресо
- Хаумаве
- Херес-де-Гарсия-Салинас
- Хесус-Карранса
- Хесус-Мария
- Хесус-Мария
- Хилотепек
- Хокотепек
- Хонакатепек
- Хонута
- Хопельчен
- Хохутла
- Хуан-Альдама
- Хуанита
- Хуарес
- Хулимес
- Хунукма
- Хучипила
- Хучитан
- Хучитлан
- Хьютепек

### Ч
- Чалько-де-Диас-Коваррубьяс
- Чальчиуитес
- Чампотон
- Чапала
- Чаркас
- Четумаль
- Чигнауапан
- Чиколоапан
- Чикомусело
- Чиконтепек
- Чилапа
- Чилон
- Чильпансинго
- Чимальуакан
- Чина
- Чинамека
- Чиуауа
- Чойс
- Чолула

### Э
- Эбано
- Экатепек-де-Морелос
- Эльдорадо
- Эль-Койоте
- Эль-Меските
- Эль-Оро
- Эль-Порвенир (штат Чиуауа)
- Эль-Порвенир (штат Чьяпас)
- Эль-Саладо
- Эль-Сальто
- Эль-Триунфо
- Эль-Фуэрте
- Эмилиано-Сапата
- Эмилиано-Сапата
- Эмилиано-Сапата
- Эмпальме
- Энкарнасьон-де-Диас
- Энсенада
- Эрмосильо
- Эскуинапа
- Эскуинтла
- Эспита
- Этла
- Этчохоа
- Эхутла
- Эхутла

### Ю
- Юрекуаро
- Юририя

### Я
- Яварос
- Яуалика
- Яутепек-де-Сарагоса

## Города по штатам
- Города Нижней Калифорнии
- Города Чиуауа